# Zosterophyllophyta

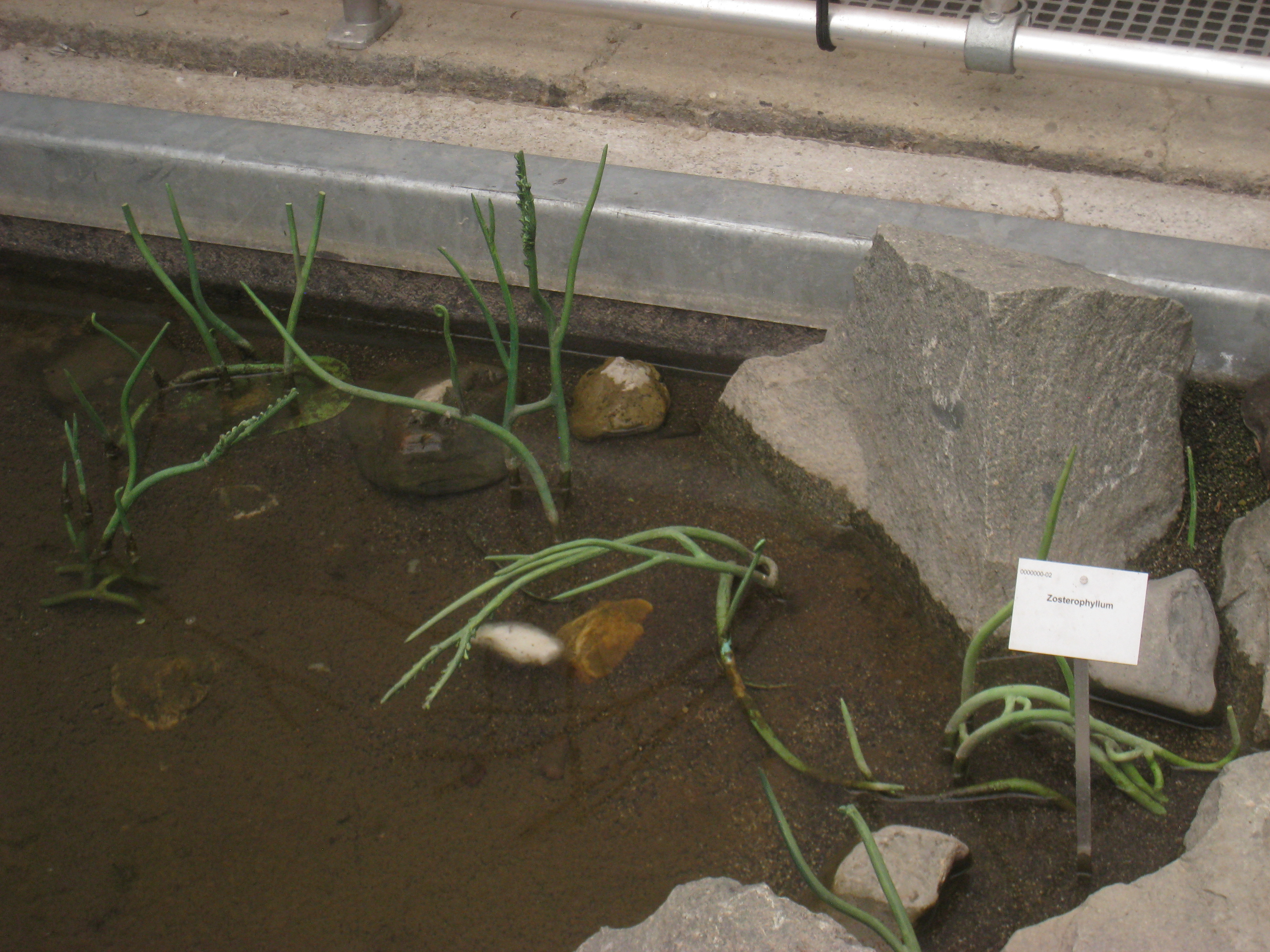
Model zástupce rodu Zosterophyllum

Zosterophyllophyta jsou vyhynulé cévnaté rostliny rozšířené především ve spodním devonu (před 410–390 mil. let). Typické je pro ně dichotomické až pseudomonopodiální větvení, zvláštně větvené rhizomoidy, pravé tracheidy, exarchní protostélé. Sporangia jsou laterální, ledvinitá, pukající příčnou štěrbinou. Často vytvářejí strobily. Konce telomů bývají spirálně stočené (circinátní). Předpokládá se, že se jedná o jednu z vývojových větví plavuňových rostlin (Lycopodiophyta).